# 참굴마타일포자충
참굴마타일포자충(학명: Marteilioides chungmuensis)은 마타일포자충속(학명: Marteiloides)에 속하는 기생성 원생생물이다. 참굴의 난소에 기생하여 난소 비대증을 일으킨다. 대한민국의 남해와 서해, 일본의 전역에서 발견된다. 참굴의 산란 시기인 6월부터 감염되어 산란 직후인 9월이나 10월에 가장 많이 감염된다. 참굴마타일포자충의 감염으로 인한 대량 폐사는 보고된 바가 없으나 감염된 개체의 생식소의 발달에 영향을 끼쳐 참굴 양식장의 종묘의 생산량과 상품가치를 떨어뜨린다.

## 명명
참굴의 난소 내 기생충과 관련한 최초 보고는 1968년 도호쿠 대학의 이마이 타케오 등이 마츠시마 만의 굴의 대량 폐사에 관한 연구에서 아메바성 기생충으로 분류하였다. 1977년에 토시히코 마쓰사토는 굴의 난소에 기생하는 기생충에 대한 연구에서 이마이 등이 보고한 아메바성 기생충과 유사성을 보고하였으나 분류학적으로 정확한 결론을 내리지는 못했다. 이후 1979년 대한민국의 어병학자 전세규는 굴의 난소에 기생하는 기생충성 아메바에 대한 연구에서 이를 가시아메바속(학명: Acanthamoeba)으로 분류하였다. 1986년 Comp 등은 기생충의 세포질내 하플로스포로좀(영어: haplosporosome)이 존재하고 근세포(根細胞) 내의 내생발아에 의해 포자세포를 형성하는 점을 들어 기이포자충강(학명: Ascetospora) 파라믹시다목(학명: Paramyxida)의 기생성 원생생물로 분류하고 Marteilioides chungmuensis로 명명했다.

## 분포
참굴마타일포자충은 대한민국의 남해안과 서해안의 굴 양식장에서 보고된 바가 있다. 또한 일본에서는 미야기현, 히로시마현, 미에현, 오카야마현 등의 굴 양식장에서 발견된다.

## 숙주
참굴마타일포자충은 참굴을 숙주로 삼는 것으로 알려져 있으나 바위굴(학명: Crassostrea nippona)이나 갓굴(학명: Crassostrea ariakensis)과 바지락에서도 감염이 보고된 바가 있다. 참굴에서 감염과 달리 갓굴이나 바지락에서는 병리학적 증상이 관찰되지 않는다. 비슷한 생김새의 기생성 원생생물이 호주 북부와 서부 해안의 가시굴(학명: Crassostrea echinata)에서 발견된 바 있다.

## 숙주에 미치는 영향
참굴마타일포자충은 숙주의 구순(영어: labial palp)의 상피 조직을 통해 침입하여 결합 조직에서 복제한 뒤 생식샘으로 이동하여 난모세포 내부에서 포자를 생성한다. 감염된 숙주의 난모세포나 난자의 세포질에 침투하여 근세포(根細胞)로 기생한 뒤 내생발아 또는 외생발아를 통해 포자를 생성한다. 참굴마타일포자충에 감염된 숙주의 성숙란 중 일부는 감염되지 않은 정상적인 난과 함께 배출되고 생식소에 남아있는 감염된 성숙란은 생식소 내에서 붕괴 또는 사멸된다. 참굴마타일포자충은 숙주의 생식소 여포 주위에 혈구성(血球性) 침윤(浸潤)을 일으키며 감염된 숙주의 외투막에 2~15mm 크기의 구형 또는 타원형의 황색 편심 결절을 1~20개 형성한다. 감염된 숙주는 생식 활동을 하지 않는 기간인 겨울에도 난모세포를 지속적으로 생산하고 반복적으로 산란하는 것이 보고되었다. 이러한 장기간의 산란 활동으로 인한 영양 부족으로 감염된 숙주의 폐사율이 증가한다.

## 예방 및 치료
참굴마타일포자충의 알려진 치료대책은 없으며 대한민국의 국립수산과학원에서는 예방 방안으로 생식세포가 발달하지 않아 감염이 되지 않는 삼배체 굴을 양식하는 방법을 권했다.